# Breitenberg (Leifers)

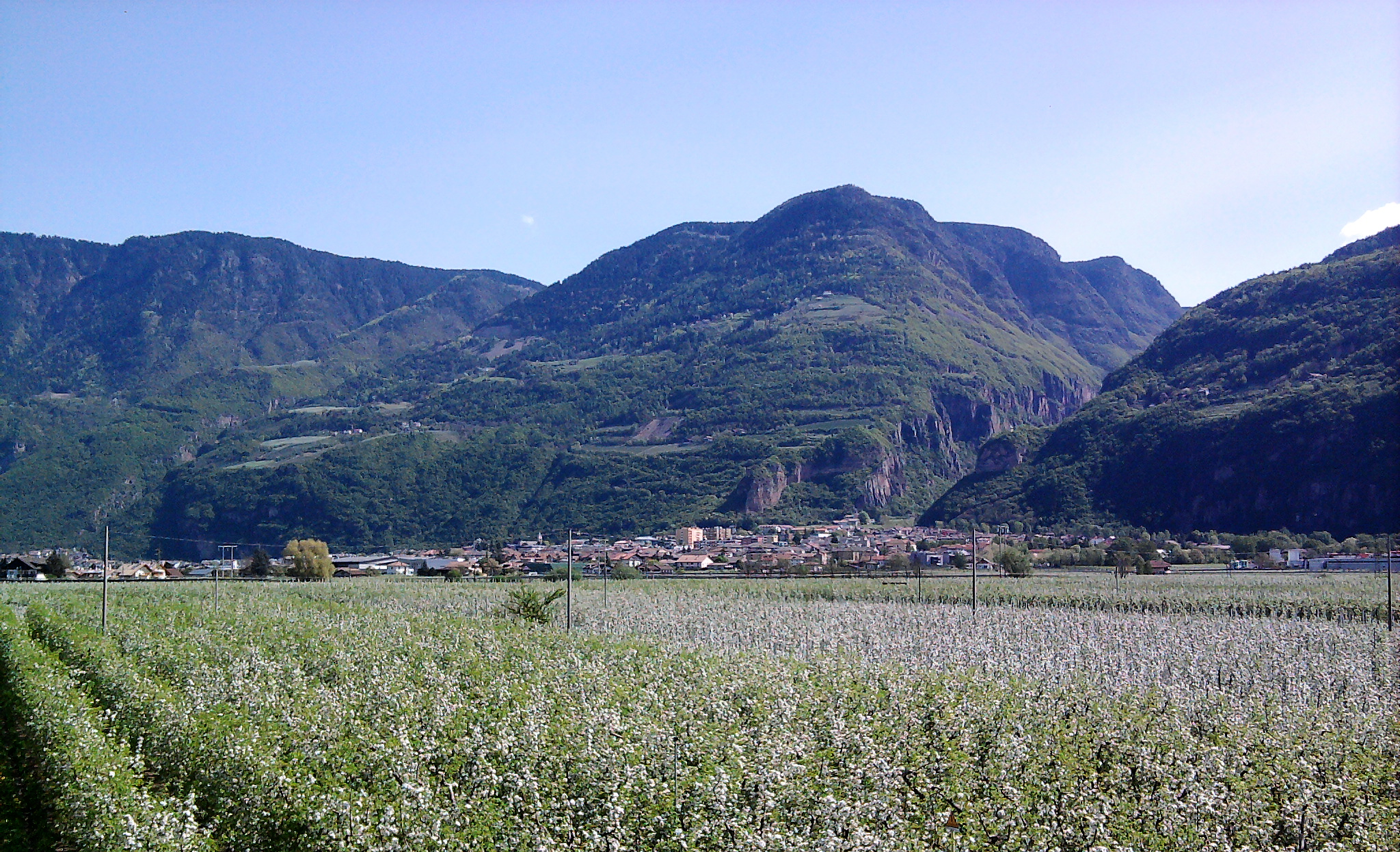
Blick auf Leifers und die Hänge des Breitenbergs dahinter

Breitenberg (italienisch Monte Largo) ist die Bezeichnung eines Berghangs des Regglbergs östlich oberhalb der Stadt Leifers im Unterland in Südtirol. Er wird nördlich vom Lüsenbach, südlich vom Brantenbach und westlich von der Sohle des Etschtals mit dem Stadtzentrum von Leifers und Steinmannwald begrenzt, und geht in seinem obersten Abschnitt mit der Erhebung der Enzbirg (auch: Trensbirg; 1273 m Höhe) in die Gemeinde Deutschnofen über.
Der Breitenberg bildet ein historisches Gemeindeviertel von Leifers und ist seit dem Spätmittelalter mit mehreren Hofstellen besiedelt. Dazu rechnen die Höfe Mausegger, Mair, Gschlößler, Buchner, Brunnergütl, Gampen, Oberer und Unterer Gob, Pfösl, Stückl, Hochegg, Brunner, Obersteiner, Untersteiner und Tschuegg.
Der Siedlungsname ist bereits seit dem 14. Jahrhundert bezeugt. 1369 erscheint in Bozener Urkunden ein Schneider Johannes vom „Praytenperg“. In der Landgerichtsordnung von Gries-Bozen aus dem Jahr 1487 ist mit Hans Mang ein eigener Viertelhauptmann „auff Praittenperg“ genannt, welcher zugleich als landesfürstlicher Steuereinnehmer fungierte.
Oberhalb des Tschuegghofs besteht auf einer Meereshöhe von ca. 850 m ein Steinbruch, in dem Porphyr abgebaut wird.